# Manoir de Kerenneur
Le manoir de Kerenneur, datant des XVe et XVIe siècles, est un manoir situé sur la commune de Plourin, dans le département du Finistère, en région Bretagne. Il a été inscrit au répertoire des monuments historiques en 1977.
Il est ouvert au public par les propriétaires actuels lors des journées du patrimoine ou lors de concerts organisés en été.

## Architecture
Le manoir de Kerenneur, comme beaucoup de manoirs bretons, date du début du XVe siècle, aux alentours de 1400, dans une période de stabilité relative après la guerre de succession de Bretagne. Mais la présence d'ennemis intérieurs et extérieurs et de pillards nécessitait une construction fortifiée. Sa construction a été initiée par Hamon de Kergadiou,. La partie la plus ancienne (partie gauche de la façade sud) date de 1400 à 1450. Une partie plus récente (partie droite de la façade sud, avec 2 belles lucarnes) date de 1540 à 1550, période du mariage de Marie de Kergadiou avec François de Kersauson.
Le manoir est construit sur le modèle typique des manoirs breton et comprenait divers bâtiments aujourd'hui disparus : chapelle, pigeonnier, moulins, métairie etc. La chapelle Saint-Antoine de Kerenneur, ainsi que les moulins et le colombier ont disparu.
La cour est à « pavage bouleversé » afin de favoriser l'écoulement des eaux de pluie.
Le bâtiment d'habitation comporte :
- une grande salle avec 2 blasons Kergadiou/Kerlozrec (au dessus de la porte) et Kersauson/Kergadiou (au dessus de la cheminée)
- un cellier, une cuisine, une arrière-cuisine, avec four à pain, four à pâtisseries, saloir et pierre à évier
- un escalier en vis
- une salle haute avec voûte en berceau lambrissée
- une chambre haute octogonale

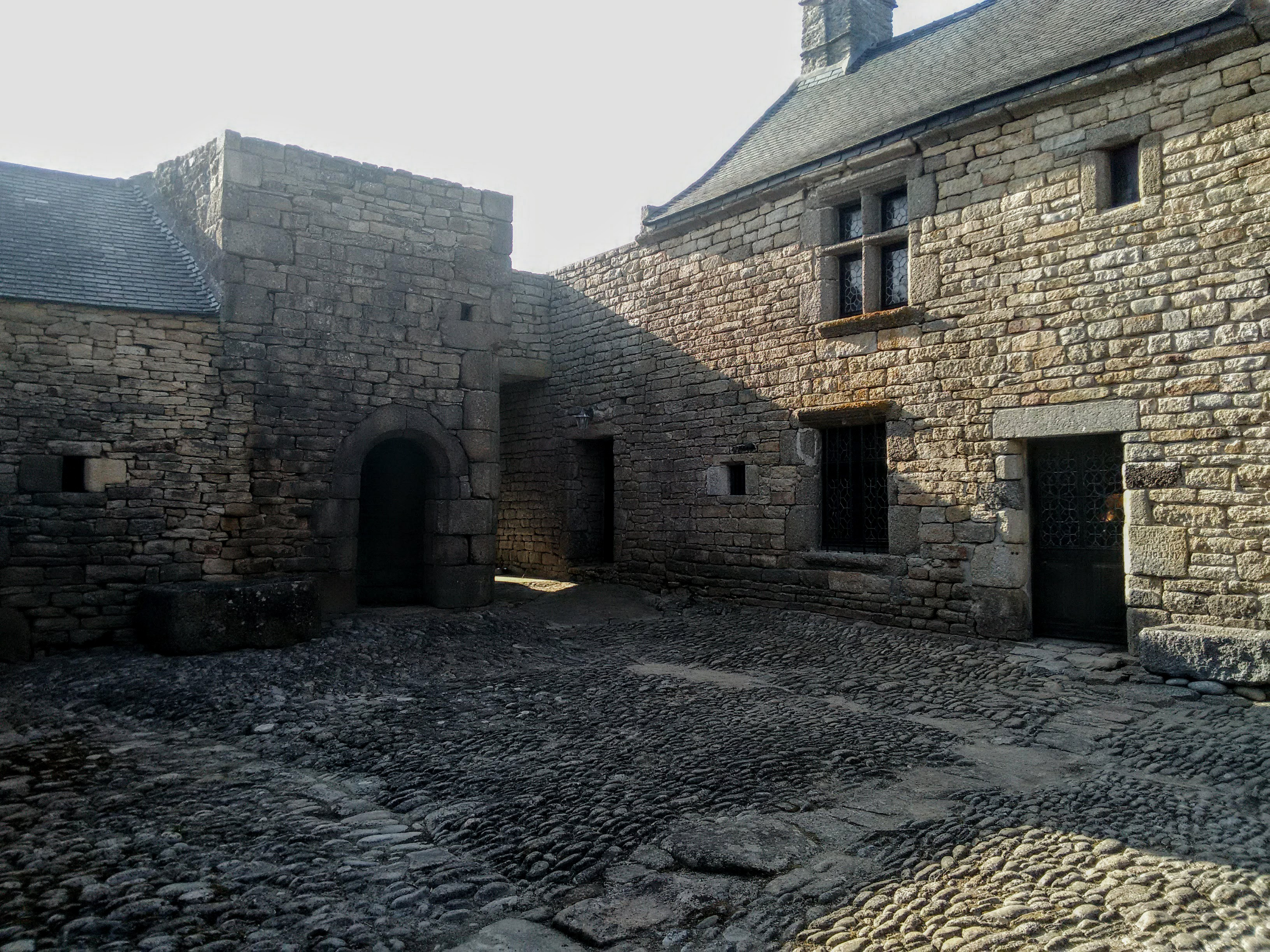
Entrée de la cour
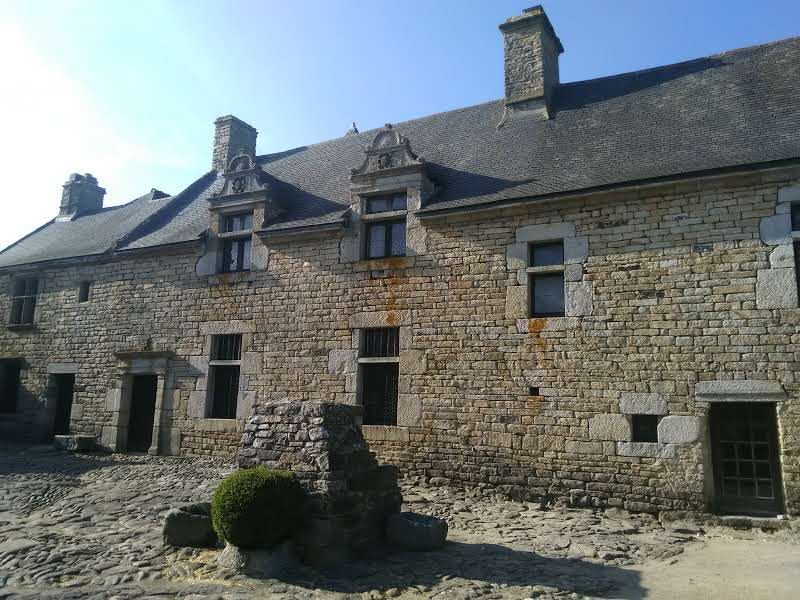
Façade sud
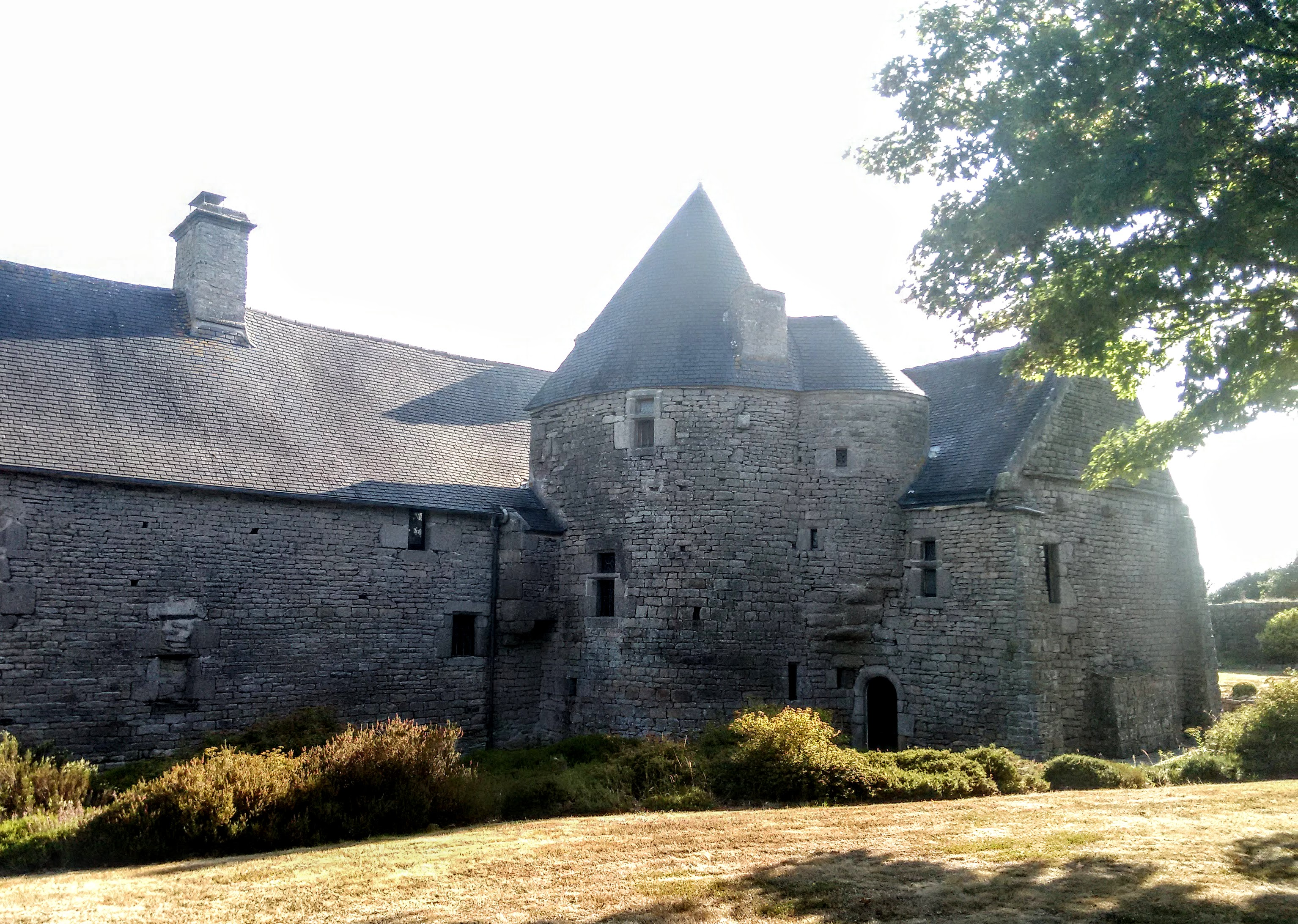
Façade nord
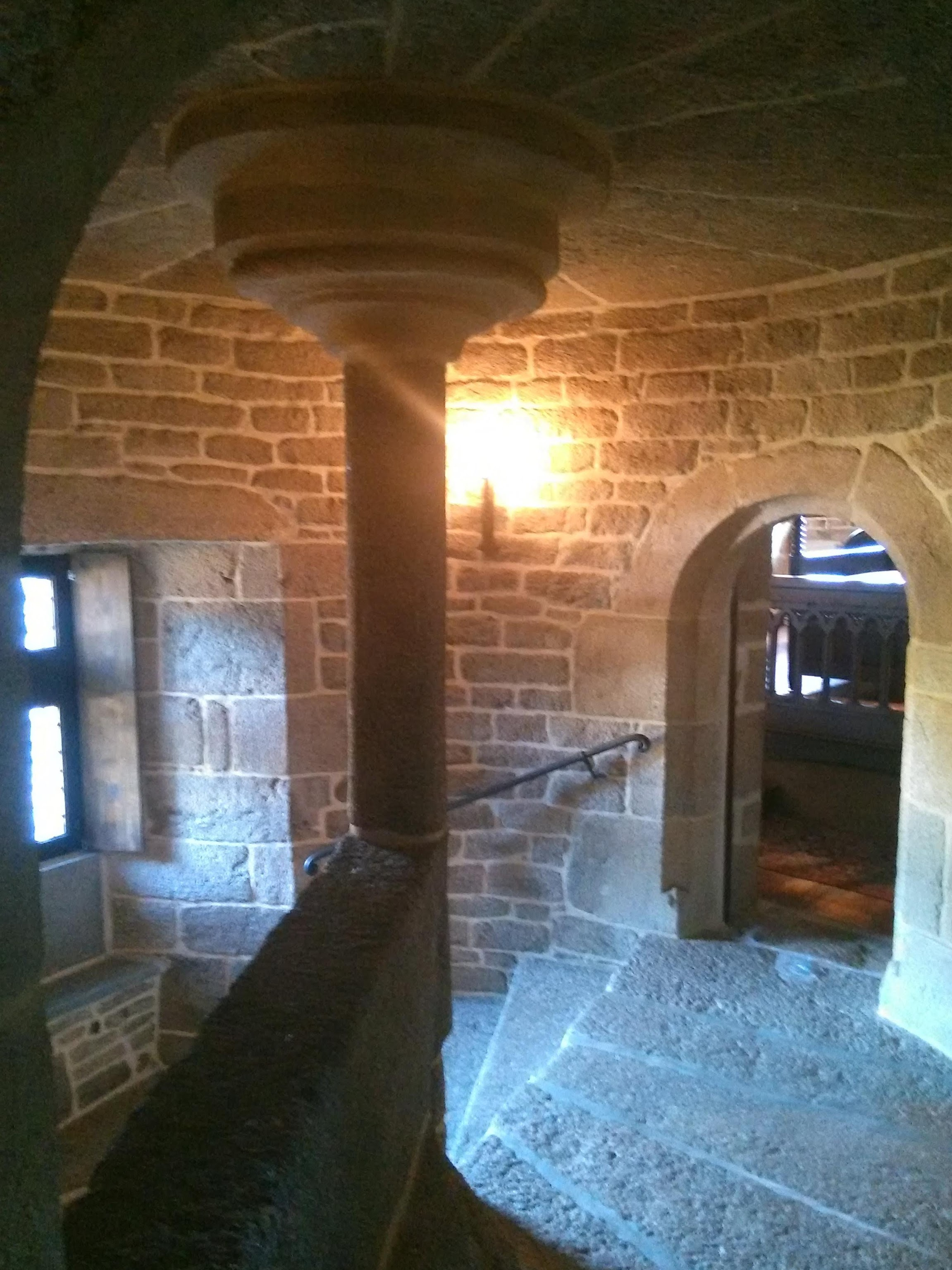
Escalier
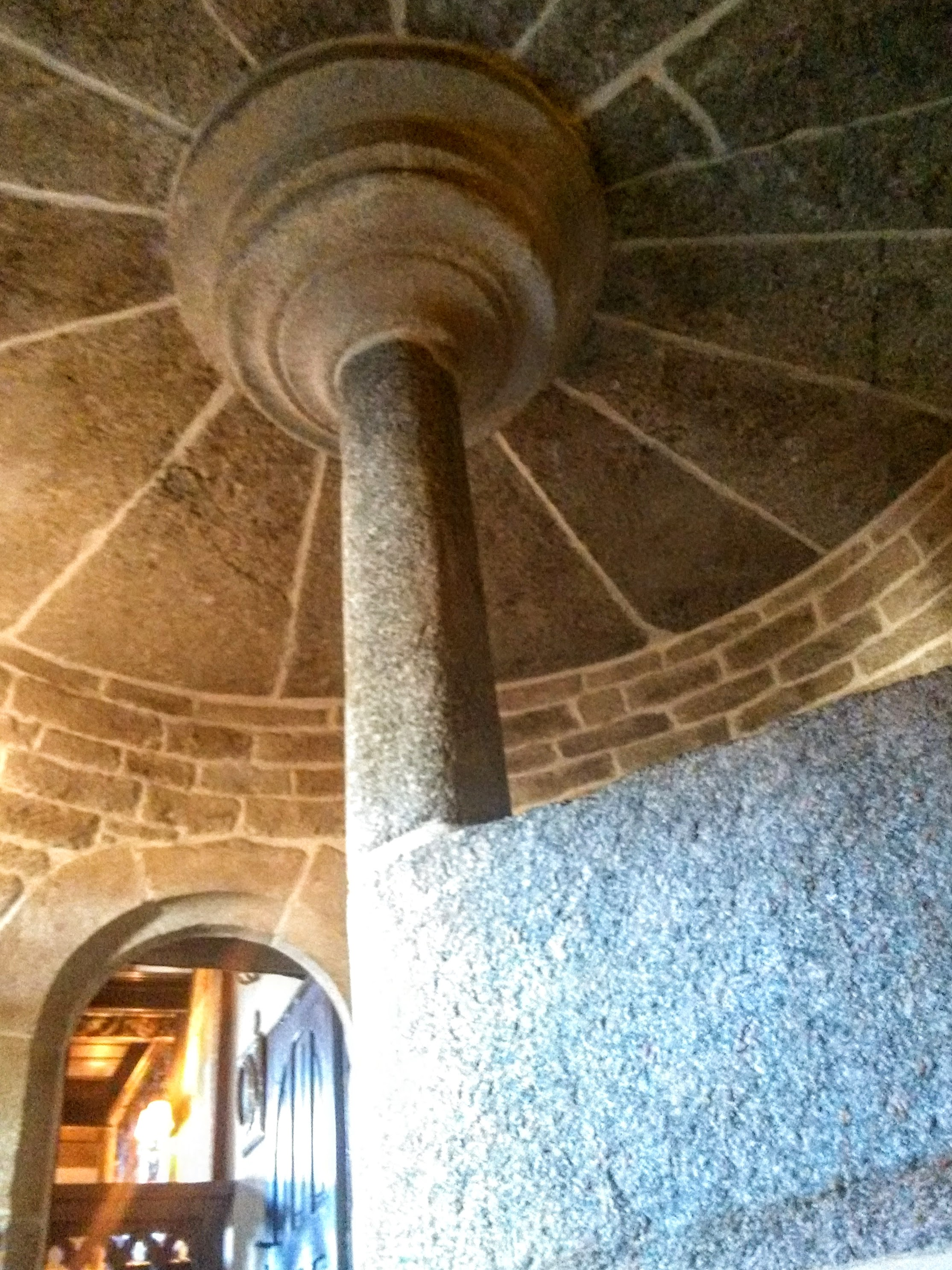
Escalier, plafond du palier

## Monument historique
Ce manoir est inscrit aux Monuments historiques en 1977, pour ses façades, sa toiture, son portail et son escalier à vis.